# Некрасов Михайло Макарович
Некрасов Михайло Макарович (18 листопада 1906, с. Карпове - 22 травня 1983, м. Київ) — відомий радянський вчений в галузі фізики і техніки діелектриків та напівпровідників, професор, доктор технічних наук, засновник кафедри фізики діелектриків (з 1985 року – кафедра мікроелектроніки), засновник наукової школи “Мікро і наноелектронні системи” Київського політехнічного інституту ім. Ігоря Сікорського.

## Життєпис
Народився 18 листопада 1906 р. у селі Карпове Путивльського повіту Курської губернії. Після закінчення школи вступив до Воронезького університету, а згодом перевівся до Ленінградського електротехнічного інституту (ЛЕТІ). Закінчив Ленінградський електротехнічний інститут 1938 р. за спеціальністю інженер-електрик. 1940 р. захистив кандидатську дисертацію. У роки війни працював головним інженером тресту «Ленінвугілля», потім завідував кафедрою Іванівського енергетичного інституту. У 1952 р. М.М. Некрасов засновує у КПІ кафедру фізики діелектриків (сьогодні – кафедра мікроелектроніки) і очолює її до 1974 р. Докторську дисертацію захистив 1972 р. Читав лекції з курсів «Фізика діелектриків», «Мікроелектроніка», «Вступ до спеціальності».

## Наукова діяльність
Під керівництвом М.М. Некрасова сформувався колектив кафедри мікроелектроніки КПІ, склалася її матеріально-технічна база, було налагоджено навчальний процес і науково-дослідну роботу. Він став фундатором існуючих наукових шкіл кафедри. Створена ним наукова теорія неоднорідних діелектриків та фізичні основи надійності напівпровідникових приладів одержали загальне визнання. Великих успіхів було досягнуто науковцями кафедри Некрасова М.М. у галузі п’єзоелектрики. Зокрема, тут уперше було винайдено п’єзоелектричний двигун і удосконалено п’єзоелектричні трансформатори і фільтри. В галузі сегнетоелектрики було створено новий напрям «діелектрична спектроскопія» і вперше застосовано сегнетоелектрики в діапазоні надвисоких частот. Безпосередньо М.М. Некрасовим та його учнями було досягнуто великих успіхів у галузі неруйнівних досліджень діелектричних і напівпровідникових приладів. Від початкового захоплення фізикою і технікою діелектриків професор М.М. Некрасов перейшов до дуже плідної роботи у сфері фізики і техніки напівпровідників. Надрукував 312 наукових робіт, 3 монографії, одержав 44 авторські свідоцтва, підготував 35 кандидатів наук.
М.М. Некрасов заснував науково-технічний збірник «Діелектрики і напівпровідники», який витримав 56 видань і став основою науково-технічного журналу «Електроніка і зв’язок», що виходить до сьогодні. Також був організатором всесоюзних і республіканських науково-технічних конференцій, членом Всесоюзного бюро електричної ізоляції, заступником відповідального редактора збірника «Напівпровідникові прилади та мікроелектроніка», членом методичної комісії Міністерства вищої та середньо-спеціальної освіти (МВ та ССО) СРСР. Ім’ям проф. М.М. Некрасова названо одну з лабораторій кафедри мікроелектроніки.

## Праці
- Неоднородные диэлектрики / М. М. Некрасов ; Киевский политехнический институт. - Киев, 1957. - 96 с.
- Нелінійні опори : учбовий посібник для студ. втузів / М. М. Некрасов. - Київ: Держтехвидав УРСР, 1959. - 122 с.
- Микроминиатюризация и микроэлектроника на нелинейных сопротивлениях / М.М. Некрасов. - Москва : Советское радио, 1965. - 488 с.
- Плівкова мікроелектроніка / М. М. Некрасов, П. П. Сосенко. - Київ: Техніка, 1966. - 204 с.
- Надежность микроэлектронных схем и элементов : сб. науч. тр. / АН УССР, Ин-т полупроводников ; отв. ред. М. М. Некрасов, В. Г. Литовченко. - Киев: Наукова думка, 1978. - 208 с.
- Пленочная электроника и полупроводниковые интегральные схемы: уч. пособие для студ. вузов по спец. "Диэлектрики и полупроводники", "Электронные приборы", "Пром. электроника"] / Г. И. Богдан, М. М. Некрасов. - Киев : Вища школа, 1979. - 208 с.
- Неразрушающие методы обеспечения надежности радиоэлектронной аппаратуры / М. М. Некрасов, В. В. Платонов, Л. И. Дадеко. - Киев : Техніка, 1980. - 197 с.
- Испытания элементов радиоэлектронной аппаратуры : физические методы надежности: справочное пособие / М. М. Некрасов, В. В. Платонов, Л. И. Дадеко; под ред. М. М. Некрасова. - Киев: Вища школа, 1981. - 302 с.
- Надежность микроэлектронных схем и элементов: сб. науч. тр. / АН УССР, Ин-т полупроводников ; [ред-ры: М. М. Некрасов, В. Г. Литовченко]. - Киев: Наукова думка, 1982. - 208 с.